# Walk Idiot Walk
Walk Idiot Walk è un singolo pubblicato nel 2004 dal gruppo musicale rock svedese The Hives quale primo brano estratto dal loro terzo album discografico in studio Tyrannosaurus Hives.
Il brano è stato scritto da Randy Fitzsimmons.
Walk Idiot Walk è apparsa in diverse occasioni televisive, come nella serie Smallville e Veronica Mars, ed è stata la musica d'ingresso della wrestler della WWE Christy Hemme dal 2004 al 2005.

## Il video
Il video musicale del brano è ambientato in una stanza bianca in cui appaiono scritte sulle pareti come in un cruciverba.

## Tracce
1. Walk Idiot Walk (Album Version) - 3:31
2. Genepool Convulsions - 2:16
3. Keel-Hauling Class of '89 - 2:45